# Commiato di Cristo dalla madre (Correggio)
Il Commiato di Cristo dalla madre è un dipinto a olio su tela (86,7x76,5 cm) di Correggio, databile al 1513 circa e conservato nella National Gallery di Londra.

## Storia
L'opera, arrivata in galleria tramite lord Duveen nel 1927, era probabilmente un dipinto nato per la devozione privata. Il tema infatti, non presente nei Vangeli, abbe una certa popolarità dal Rinascimento maturo, quando le pratiche devozionali suggerivano di identificarsi nei dolori della Vergine che, scoprendo la verità delle profezie, vede il proprio figlio salutarla un'ultima volta per andare incontro al suo destino della Passione. La sua provenienza si può ricostruire almeno fino al 1786 quando si trovava a Milano nella collezione Rossi, dove lo vide l'abate Carlo Bianconi.
Una radiografia ha rivelato un disegno sottostante che vedeva il Cristo in piedi nell'atto di benedire la madre, ricalcato da una xilografia di Dürer, e con un'altra pia donna. Prima di iniziare a dipingere l'artista rigirò quindi la tela (Cristo era a destra) e apportò le modifiche.
Di fatto questa iconografia è piuttosto rara in Italia ai primi decenni del Cinquecento: i pochi esempi noti provengono dall'ambito lombardo-veneto (fra cui: Lorenzo Lotto, Berlino, Gemäldegalerie; Bernardino Luini, Milano, Collezione privata; Giovan Francesco Caroto, Verona, San Bernardino; Giovanni Cariani, Milano, Pinacoteca Ambrosiana) dove i contatti con l'arte nordica erano privilegiati. Si tratta di lavori soprattutto destinati alla devozione privata, pertanto si può ipotizzare che, già a questa data, il Correggio fosse in contatto con committenti in grado di apprezzare, se non di favorire, iconografie non scontate e forse non troppo “ortodosse”. Fra i dipinti italiani di analogo soggetto quello di Lorenzo Lotto è il più vicino a quest'opera del Correggio, tanto da indurre a pensare che l'artista marchigiano avesse potuto conoscere il lavoro del suo contemporaneo emiliano. È questo, in realtà, solo uno dei molti punti di contatto che si possono riscontrare fra la ricerca artistica dei due pittori sul cui rapporto, tuttavia, non si dispone di alcun dato documentario.

## Descrizione e stile
Gesù si trova inginocchiato col capo reclinato a sinistra, sullo sfondo di un paesaggio nebuloso; a destra Maria, di un pallore mortale, sviene tra le braccia di una pia donna, o forse la Maddalena, mentre assiste al centro Giovanni apostolo, la cui figura si prolunga in una colonna del portichetto antistante la casa di Maria. Le differenze di sfondo preannunciano il diverso destino dei due protagonisti: Gesù pronto per la predicazione, Maria invece chiusa nel dolore del proprio ritiro. Lo stile mostra l'influenza dello sfumato leonardesco, ravvivato da note di colore intense, anche se un po' spente (alla lombarda), nelle vesti dei protagonisti. Spicca soprattutto la nota chiara della tunica di Cristo, fulcro dell'intera rappresentazione, evidenziata anche dai gesti e gli sguardi dei presenti.
La scelta di dividere diligentemente l'ambientazione in due metà (paesaggio e architettura) e alcune incertezze nel gestire gli scorci (si noti la mano sinistra della Vergine) e le proporzioni delle figure, nonché la resa dei panneggi, pesantemente adagiati al suolo, in modo scolastico e un po' naif, suggeriscono una datazione ai primissimi anni dieci del Cinquecento.

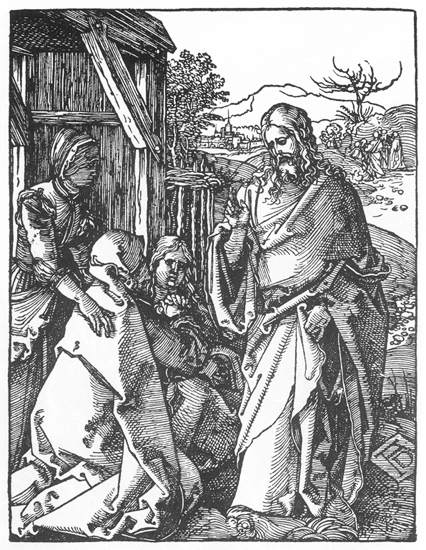
Il Commiato di Dürer
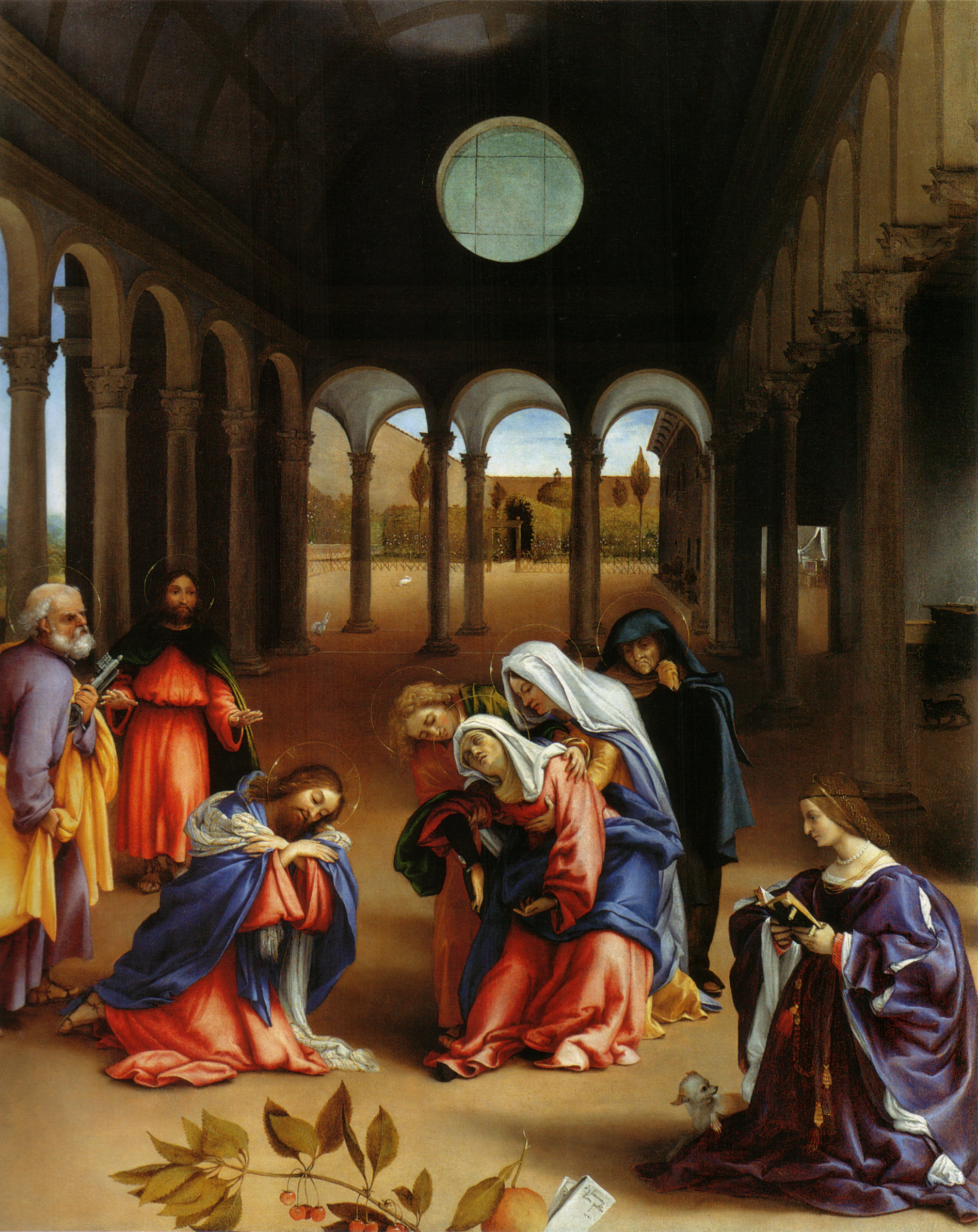
Il Commiato di Lotto